# Hebert Ríos
Hebert Armando Ríos (Bogotá, Cundinamarca, Colombia; 18 de septiembre de 1955) es un exfutbolista, y actual director técnico colombiano. Como jugador, se desempeñó como arquero, y jugó en el Once Caldas, América de Cali, Independiente Santa Fe, Deportes Quindío, y en el Deportes Tolima. También, jugó varios partidos con la Selección Colombia. Es considerado uno de los mejores arqueros de la historia del Once Caldas. Más recientemente fue asistente técnico del Deportivo Pasto y Patriotas Boyacá.

## Trayectoria como jugador

### Inicios
Hebert Armando Ríos, nació en la ciudad de Bogotá, la capital de Colombia, pero se crio en el municipio cundinamarqués de Madrid. Allí, empezó a jugar fútbol y se formó en un equipo llamado Sport Boys. Con ese equipo, fue campeón departamental, y sus buenos partidos hicieron que fuera llamado a la Selección Cundinamarca; con la que jugó varios torneos nacionales. Después, jugó el Hexagonal del Olaya con el equipo amateur Pijaos donde fue dirigido por Delio "Maravilla" Gamboa. Con ese equipo, fue campeón y ganó el premio a mejor jugador. Sus grandes actuaciones, y el título en Olaya, hicieron que el bogotano fuera invitado a jugar al Once Caldas de Manizales.

### Once Caldas de Manizales
Después de haber sido campeón y figura del Hexagonal del Olaya en su natal Bogotá, Hebert Armando se fue a jugar al Once Caldas, donde debutó como profesional en el año 1975. Aunque empezó como suplente, Ríos se hizo un lugar dentro de la nómina titular del equipo con el paso del tiempo. Con el Once Caldas, Ríos tuvo grandes partidos, los que los hicieron una de las figuras del equipo El bogotano, cumplió buenas campañas entre 1978 y 1981. Después de haber sido una de las figuras del equipo caldense, se fue a jugar al América de Cali.

### América de Cali
Después de haber sido una de las figuras por varios años del Once Caldas, el arquero se fue a jugar al América de Cali a principios del año 1982. En su primer año con el equipo caleño, jugó varios partidos e hizo parte de la nómina campeona del América que ganó su tercer título. Al año siguiente, en 1983, el bogotano ganó otro título con el equipo americano. En ese par de años, Ríos compartió con grandes jugadores como Willington Ortíz y Julio César Falcioni. A finales de aquel año, dejó la ciudad de Cali después de un exitoso paso por el América.

### Independiente Santa Fe
Luego de un paso exitoso por el América de Cali, Hebert Armando regresó a su ciudad natal para jugar en el equipo del cual él se considera hincha, Independiente Santa Fe, a principios de 1984. Con Santa Fe, fue titular indiscutible, y tuvo grandes partidos. Fue una de las figuras del equipo cardenal entre 1984 y 1985 junto a los también colombianos Ernesto Díaz, Sergio "Checho" Angulo, y los argentinos Hugo Ernesto Gottardi y José Luis Carpene. Después de 2 años defendiendo la camiseta cardenal, se fue a jugar al Deportes Quindío.

### Deportes Quindío
En 1986, el arquero bogotano llegó al Deportes Quindío. En el equipo de la ciudad de Armenia, jugó varios partidos y fue una de las figuras del equipo. Herbert Armando jugó en el equipo "Cuyabro" hasta finales del año 1987.

### Deportes Tolima
Después de haber estado un tiempo atajando en el Deportes Quindío, Ríos pasó a jugar al Deportes Tolima en 1988. Allí, jugó por un año y se retiró del fútbol profesional.

## Selección Colombia
Gracias a sus buenos partidos con el Once Caldas, Hebert Armando fue convocado a la Selección Colombia, con la que jugó en los Juegos Olímpicos de Moscú 1980. Además, estuvo en la nómina que jugó las eliminatorias a la Copa Mundial de Fútbol de 1982.

### Convocatorias a selecciones

#### Selecciones Juveniles
| Selección        | Torneo (s)                  | Año (s) |
| ---------------- | --------------------------- | ------- |
| Cundinamarca     | Campeonato Nacional Juvenil | 1972    |
| Colombia Juvenil | Juegos Olímpicos            | 1980    |

#### Selección de mayores
| Selección | Torneo (s)                       | Año (s) |
| --------- | -------------------------------- | ------- |
| Colombia  | Eliminatorias al Mundial de 1982 | 1981    |

## Trayectoria como entrenador
Después de haberse retirado como futbolista profesional, Hebert Armando se fue a Europa, donde estudió para convertirse en entrenador. Una vez pasó el curso, empezó a trabajar. Trabajó como asistente técnico en el R.W.D. Molenbeek, un equipo del fútbol de Bélgica. Después, volvió a Colombia donde dirigió al Cóndor de Bogotá FC y ha trabajado en la formación de jóvenes jugadores. Desde el año 2012, hace parte del cuerpo técnico de Patriotas de Boyacá como entrenador de arqueros del equipo profesional.

## Clubes[7]

### Como jugador
| Club             | País     | Año       |
| ---------------- | -------- | --------- |
| Once Caldas      | Colombia | 1977-1981 |
| América de Cali  | Colombia | 1982-1983 |
| Santa Fe         | Colombia | 1984-1985 |
| Deportes Quindío | Colombia | 1986-1987 |
| Deportes Tolima  | Colombia | 1988      |

### Como asistente técnico
| Club             | País     | Año       | AT de:                                                                                  |
| ---------------- | -------- | --------- | --------------------------------------------------------------------------------------- |
| R.W.D. Molenbeek | Bélgica  | 1991-1994 | Freddy Smets                                                                            |
| Raa Louviéroise  | Bélgica  | 1995-1996 | Freddy Smets                                                                            |
| Patriotas Boyacá | Colombia | 2012-2019 | Eduardo Julián Retat Nene Díaz Arturo Reyes Julio Comesaña Harold Rivera Diego Corredor |
| Deportivo Pasto  | Colombia | 2019-2020 | Diego Corredor                                                                          |

### Como dirigente deportivo[8]
| Club            | País           | Año       | Rol                |
| --------------- | -------------- | --------- | ------------------ |
| Selección Miami | Estados Unidos | 2004-2009 | Director deportivo |
| Rocha FC        | Uruguay        | 2009-2010 | Presidente         |

### Como entrenador
| Club                | País     | Año  |
| ------------------- | -------- | ---- |
| [[]]                | Bélgica  | ¿?   |
| Girardot FC         | Colombia | 1999 |
| Deportivo El Cóndor | Colombia | 2000 |
| Pumas de Casanare   | Colombia | 2002 |
| Santa Fe            | Colombia | 2003 |
| Bogotá FC           | Colombia | 2004 |

## Palmarés

### Campeonatos nacionales
| Título           | Club    | País     | Año  |
| ---------------- | ------- | -------- | ---- |
| Primera División | América | Colombia | 1982 |
| Primera División | América | Colombia | 1983 |